# Täby kommun
Täby kommun (/tɛ:bʏ/ ibland alternativt /tɛ:bɪ/ (uttal (fil)) är en kommun i Stockholms län. Kommunförvaltningen var tidigare belägen i Roslags-Näsby, men flyttade under 2017 till ett nytt kommunhus i anslutning till Täby centrum.
Cirka 40 procent av området som utgör kommunen utgörs av bebyggelse. Av det gamla natur- och kulturlandskapet återstår delar i norr, så som vid Vallentunasjöns stränder. 
I början av 2020-talet dominerades det lokala näringslivet av servicenäringarna, uppdragsverksamhet och handel. 
Sedan kommunen bildades 1971 har befolkningstrenden varit positiv. Under samma tid har politiken dominerats av de borgerliga partierna.

## Administrativ historik
Kommunens område motsvarar huvudsakligen Täby socken där Täby landskommun bildades vid kommunreformen 1862 samt en mindre del av Danderyds socken med Danderyds landskommun och Danderyds köping samt en mindre del av Östra Ryds socken och landskommun.
Täby municipalsamhälle inrättades 8 april 1927 och upplöstes 1948 när hela landskommunen, samt en mindre del ur Danderyds köping (Lahäll) ombildades till Täby köping. Kommunreformen 1952 påverkade inte indelningarna i området. Köpingen utökades 1956 med området Vågsjö från Österåkers landskommun
Täby kommun bildades vid kommunreformen 1971 genom en ombildning av Täby köping.
Kommunen ingick från bildandet till 2007 i Södra Roslags domsaga och ingår sedan 2007 i Attunda domsaga.

## Geografi
Kommunen ligger i sydöstra delen av landskapet Uppland med Stora Värtan och Östersjön i öster. Täby kommun gränsar i öster åt Österåkers kommun, i söder åt Danderyds kommun, i väster åt Sollentuna kommun och Upplands Väsby kommun samt i norr åt Vallentuna kommun, alla i Stockholms län.

### Topografi och hydrografi
Cirka 40 procent av området som utgör kommunen utgörs av bebyggelse. Av det gamla natur- och kulturlandskapet återstår delar i norr, så som vid Vallentunasjöns stränder. Nämnvärt i detta sammanhang är hagmarkerna med intressant växtliv vid Prästgården och Skogberga. I nordöst finns Fågelsångsmossen, en av Stockholms få  högmossar. Där växer bland annat dvärgbjörk.
Nedan presenteras andelen av den totala ytan 2020 i kommunen jämfört med riket.
|  | Bebyggelse (39,3 %) |

|  | Skog (27,0 %) |

|  | Öppen myrmark (0,7 %) |

|  | Jordbruksmark (11,2 %) |

|  | Övrig mark (21,7 %) |

|  | Bebyggelse (3,1 %) |

|  | Skog (68,0 %) |

|  | Öppen myrmark (7,2 %) |

|  | Jordbruksmark (7,4 %) |

|  | Övrig mark (14,3 %) |

### Naturskydd
År 2023 fanns två naturreservat i Täby kommun. Rönninge by-Skavlötens bildades 2002 och består av 180 hektar barrskog, blandskog och odlingslandskap. I det blandade miljöerna trivs fågelarter som skäggdopping, gråhäger, stenknäck och grönsångare. Det andra reservatet, Täby prästgård, bildades 2016 och består av 95 hektar ängs- och betesmark, odlingslandskap och kulturmiljö. I reservatet växer bland annat den rödlistade arten finnögontröst liksom en ovanlig rosablommande variant av backsippa.

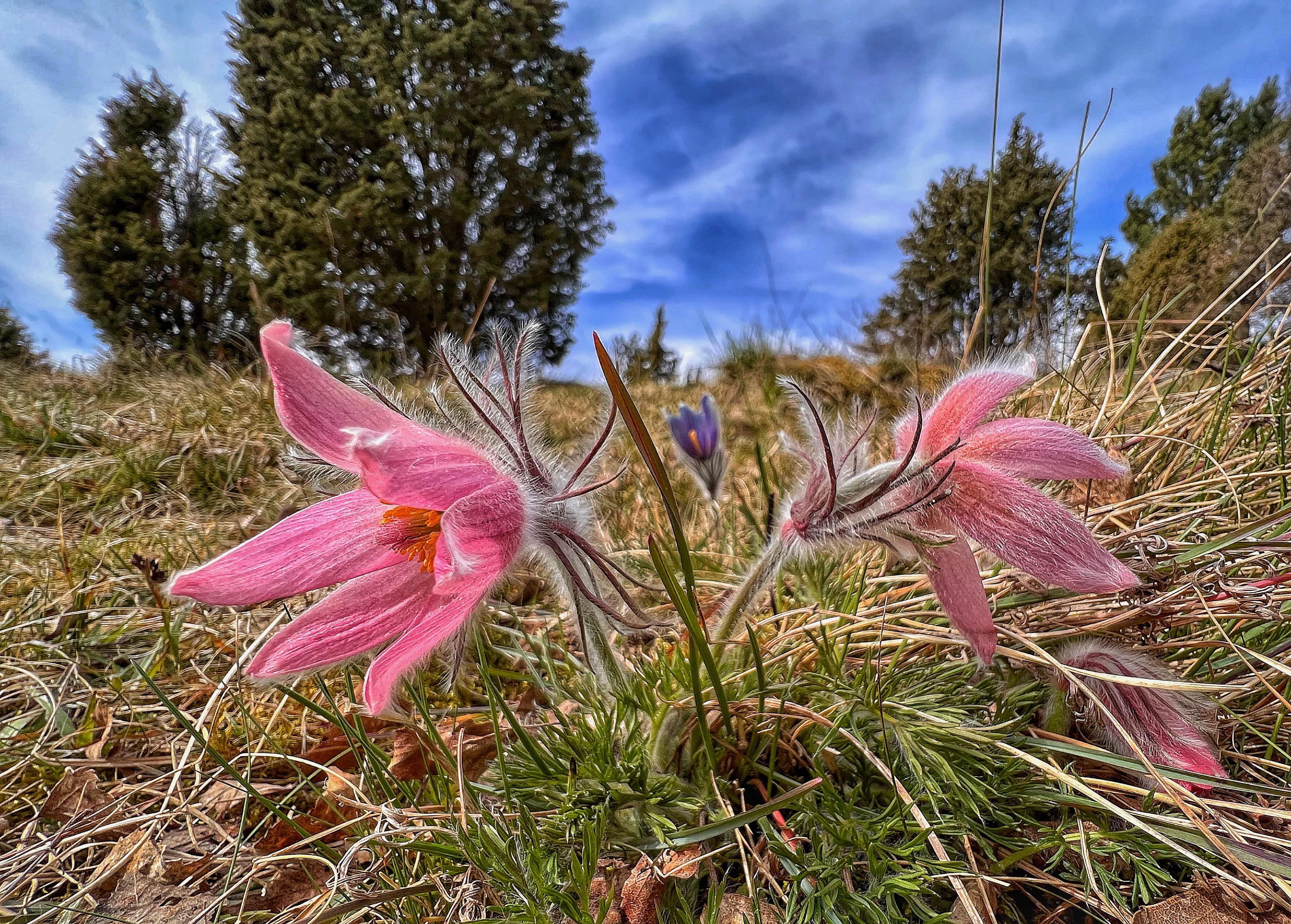
Rosa backsippor vid Täby prästgårds naturreservat.

### Administrativ indelning

#### För befolkningsrapportering
Fram till 2016 var kommunen för befolkningsrapportering indelad i en enda församling, Täby församling.
Från 2016 indelas kommunen i ett enda distrikt, Täby distrikt.

#### Kommundelar
| De 29 kommundelarna i Täby kommun |
| --- |
| - Arninge, med Hägerneholm och Ullna strand - Broby, med Erikslund, Lövbrunna och Visinge - Ella gård, med Enhagen - Ella park - Ensta - Fittja - Fällbro - Gribbylund - Hagby - Hägernäs, med Hägernäs strand och Södra Hägernäs - Karby - Lahäll - Litsby - Löttinge, med Löttingelund - Näsbypark, med Norskogen, Nytorp, Näsbygård och Slottsparken - Prästgården - Roslags-Näsby, med Sågtorp - Rönninge, med Skavlöten - Skarpäng, - Skogberga - Skålhamra - Såsta - Tibble, med Grindtorp, Näsbydal, Täby centrum. Täby park och Åkerby - Torslunda - Täby kyrkby, med Byle, Runborg, Midgård och Karlslund - Valla, med Vallabrink och Vallatorp - Viggbyholm - Vågsjö |

### Tätorter
Den södra och centrala delen av kommunen ingår sedan 2015 i tätorten Stockholm. Denna avskiljs av ett landsbygdsområde från den likaså kommungränsöverskridande tätorten Vallentuna, vars södra del utgörs av Täby kyrkby. Från 2015 har ett område inom kommundelen Arninge definierats som en tätort med 295 invånare. Detta på grund av pågående bostadsbebyggelse.

### Postadress
Tidigare fanns flera postadresser, som Hägernäs, Näsby Park och Gribbylund. Sedan 1960-talet utgör Täby en postort, som i princip sammanfaller med Täby kommun. Den har postnummer i serierna 183 XX och 187 XX.

## Styre och politik

### Styre
Politiken i Täby har dominerats av de borgerliga partierna sedan 1950-talet med Moderaterna som största parti i kommunfullmäktige sedan 1976.  
Vid valet 2006 erhöll Moderaterna egen majoritet i kommunfullmäktige. De stannade kvar vid makten även mandatperioden 2010–2014, men då i koalition med övriga allianspartierna. Alliansen behöll makten även mandatperioden 2014–2018, 2018–2022 och 2022–2026.
| 2006–2010 | M |   |   |    |
| 2010–2014 | M | L | C | KD |
| 2014–2018 | M | L | C | KD |
| 2018–     | M | L | C | KD |

### Kommunfullmäktige

#### Presidium
| Presidium 2022-2026    | Presidium 2022-2026 | Presidium 2022-2026 |
| ---------------------- | ------------------- | ------------------- |
| Ordförande             | M                   | Mikael Jensen       |
| Förste vice ordförande | L                   | Camilla Ifvarsson   |
| Andre vice ordförande  | S                   | Diahann Joseph      |

#### Mandatfördelning 1970–2022
|  | 18 | 8 | 12 | 12 |

| 41 | 10 |

|  | 16 | 11 | 8 | 14 |

| 39 | 12 |

| 3 | 15 | 9 | 8 | 16 |

| 31 | 20 |

| 3 | 13 |  | 7 | 6 | 20 |

| 31 | 20 |

|  | 13 |  |  | 5 | 3 | 24 |

| 31 | 20 |

|  | 15 |  |  |  | 11 | 27 |

| 37 | 24 |

|  | 14 |  |  | 3 | 11 | 27 |

| 36 | 25 |

| 11 |  |  |  |  | 9 |  | 31 |

| 34 | 27 |

| 13 |  |  | 3 | 11 |  | 28 |

| 37 | 24 |

|  | 10 |  |  | 9 | 4 | 34 |

| 37 | 24 |

|  | 11 |  | 17 | 4 | 26 |

| 38 | 23 |

| 8 |  |  | 11 | 4 | 34 |

| 32 | 29 |

| 8 | 4 | 3 | 18 |  | 26 |

| 32 | 29 |

| 8 | 5 |  | 4 | 16 |  | 24 |

| 34 | 27 |

| 8 | 3 | 5 | 5 | 12 | 4 | 24 |

| 34 | 27 |

| 11 |  | 5 | 5 | 9 | 4 | 25 |

### Nämnder

#### Kommunstyrelse
Kommunstyrelsen består av 13 ledamöter, varav 5 tillhör Moderaterna, 3 tillhör Liberalerna, 2 tillhör Socialdemokraterna, 1 tillhör Centerpartiet, 1 tillhör Kristdemokraterna och 1 tillhör Sverigedemokraterna.
| Presidium 2022-2026    | Presidium 2022-2026 | Presidium 2022-2026      |
| ---------------------- | ------------------- | ------------------------ |
| Ordförande             | M                   | Erik Andersson           |
| Första vice ordförande | L                   | Susan El Hark            |
| Andra vice ordförande  | S                   | Agneta Lundahl Dahlström |

#### Lista över kommunstyrelsens ordförande
- Stefan Klåvus, Moderaterna, 1998–20 december 2004[18][19]
- Filippa Reinfeldt, Moderaterna, 20 december 2004–7 november 2006[20][21]
- Leif Gripestam, Moderaterna, 2006–31 december 2018[22][23][24]
- Erik Andersson, Moderaterna, 6 november 2018–[25][26]

Denna lista hämtas från Wikidata. Informationen kan ändras där.

#### Övriga nämnder
| Nämnd                          | Ordförande | Ordförande          | Vice ordförande | Vice ordförande    | Andre vice ordförande | Andre vice ordförande    |
| ------------------------------ | ---------- | ------------------- | --------------- | ------------------ | --------------------- | ------------------------ |
| Barn- och grundskolenämnden    | L          | Petter Norrthon     | M               | Anna Gustafsson    | S                     | Fredrik Sidoli           |
| Gymnasie- och näringslivsnämnd | KD         | Eva von Wowern      | M               | Viktor Norén       | S                     | Eva Lindau               |
| Kultur- och fritidsnämnden     | M          | Carl Henrik Svenson | L               | Thomas Helleday    | S                     | Camilla Henricsson Bajas |
| Lantmäterinämnden              | L          | Leif Odselius       | M               | Anna Lidvall Gräll | S                     | John van den Tempel      |
| Socialnämnden                  | M          | Birgitta Kaasik     | L               | Susan El Hark      | S                     | Ghodsi Zolfagarbegi      |
| Stadsbyggnadsnämnden           | M          | Johan Algernon      | L               | Mats Nordström     | S                     | Elisabeth Johansson      |
| Valnämnden                     | L          | Ulf Schyldt         | C               | Andreas Funke      | S                     | Alf Bjälnes              |
| Äldrenämnden                   | M          | Thomas Nilsonne     | L               | Maria Bratt        | S                     | Barbro Lindberg          |
| Överförmyndarnämnden           | M          | Stefan Oesman       | L               | Inga Emtell        | S                     | Eva Lindberg             |

Källa:

### Vänorter
Täby kommun har inte längre några aktiva vänortssamarbeten, men har tidigare haft det med följande orter: 
- Rødovre kommun, Danmark
- Viimsi, Estland
- Träskända, Finland
- Lørenskogs kommun, Norge
- Reinbek, Tyskland

## Ekonomi och infrastruktur

### Näringsliv
I början av 2020-talet dominerades det lokala näringslivet av servicenäringarna, uppdragsverksamhet och handel som stod för cirka 80 procent av områdets arbetstillfällen. Samtidigt stod tillverkningsindustrin för cirka sju procent. Bland större företag kan nämnas Arriva Sverige AB och Flir System AB.
Under större delen av 1900-talet har Försvarsmakten verkat med olika förband i Täby kommun. Sammantaget har tre olika förband varit verksamma där under olika perioder mellan 1926 och 2001. Till början av 2010-talet var Pliktverket, nu Totalförsvarets plikt- och rekryteringsverk förlagt till Näsby slott i Näsbypark.
| Förbandskod | Förbandsnamn                 | Aktivt    | Område    | Kommentar                             |
| ----------- | ---------------------------- | --------- | --------- | ------------------------------------- |
| F 2         | Roslagens flygflottilj       | 1926-1974 | Hägernäs  | Reducerat till flygkår 1974           |
| F 2         | Roslagens flygkår            | 1949-1974 | Hägernäs  | Avvecklat genom försvarsbeslutet 1972 |
| KSS         | Kungliga Sjökrigsskolan      | 1943-1987 | Näsbypark |                                       |
| KAS         | Kustartilleriets stridsskola | 1990-2000 | Näsbypark | Namnbyte till Amfibiestridsskolan     |
| AmfSS       | Amfibiestridsskolan          | 2000-2001 | Näsbypark | Omlokaliserades till Rindö            |
| KAC         | Kustartillericentrum         | 1995-1998 | Näsbypark |                                       |

### Infrastruktur

#### Transporter
Från sydväst mot öster genomkorsas kommunen av E18, från väst till öst av länsväg 265 och från norr mot öst av länsväg 274.
Stommen i kollektivtrafiken är den smalspåriga järnvägen Roslagsbanan som trafikeras av Storstockholms Lokaltrafik. Roslagsbanan har haft mycket stor betydelse för Täbys utveckling och expansion. Alla tre av Roslagsbanans grenar går genom Täby kommun, även om grenen mot Österskär via Täby centrum är den som används av flest trafikanter. Övriga stationer på denna linje är Roslags-Näsby, Galoppfältet, Viggbyholm och Hägernäs. På Näsbyparklinjen är stationerna Lahäll, Näsby allé, Näsbypark. På Kårstalinjen är stationerna Tibble, Ensta, Visinge och Täby kyrkby.
I Täby finns även ett stort antal busslinjer som knyter ihop alla kommunens delar med såväl Roslagsbanan som tunnelbanan.

## Befolkning

### Demografi

#### Befolkningsutveckling
Kommunen har 77 744 invånare (31 december 2024), vilket placerar den på 31:a plats avseende folkmängd bland Sveriges kommuner.
| Befolkningsutvecklingen i Täby kommun 1950–2020 | Befolkningsutvecklingen i Täby kommun 1950–2020 | Befolkningsutvecklingen i Täby kommun 1950–2020 | Befolkningsutvecklingen i Täby kommun 1950–2020 | Befolkningsutvecklingen i Täby kommun 1950–2020 |
| ----------------------------------------------- | ----------------------------------------------- | ----------------------------------------------- | ----------------------------------------------- | ----------------------------------------------- |
|                                                 |                                                 |                                                 |                                                 |                                                 |
| År                                              |                                                 |                                                 | Folkmängd                                       |                                                 |
| 1950                                            | 1950                                            |                                                 | 10 343                                          |                                                 |
| 1955                                            | 1955                                            |                                                 | 13 053                                          |                                                 |
| 1960                                            | 1960                                            |                                                 | 21 413                                          |                                                 |
| 1965                                            | 1965                                            |                                                 | 29 754                                          |                                                 |
| 1970                                            | 1970                                            |                                                 | 38 406                                          |                                                 |
| 1975                                            | 1975                                            |                                                 | 41 307                                          |                                                 |
| 1980                                            | 1980                                            |                                                 | 47 105                                          |                                                 |
| 1985                                            | 1985                                            |                                                 | 54 185                                          |                                                 |
| 1990                                            | 1990                                            |                                                 | 56 714                                          |                                                 |
| 1995                                            | 1995                                            |                                                 | 58 833                                          |                                                 |
| 2000                                            | 2000                                            |                                                 | 60 197                                          |                                                 |
| 2005                                            | 2005                                            |                                                 | 60 594                                          |                                                 |
| 2010                                            | 2010                                            |                                                 | 63 789                                          |                                                 |
| 2015                                            | 2015                                            |                                                 | 68 281                                          |                                                 |
| 2020                                            | 2020                                            |                                                 | 72 755                                          |                                                 |

#### Utländsk bakgrund
Den 31 december 2018 utgjorde antalet invånare med utländsk bakgrund (utrikes födda personer samt inrikes födda med två utrikes födda föräldrar) 16 249, eller 22,76 % av befolkningen (hela befolkningen: 71 397 den 31 december 2018). Den 31 december 2002 utgjorde antalet invånare med utländsk bakgrund enligt samma definition 9 760, eller 16,21 % av befolkningen (hela befolkningen: 60 198 den 31 december 2002).

#### Invånare efter de vanligaste födelseländerna
Följande länder är de 10 vanligaste födelseländerna för befolkningen i Täby kommun.
| Födelseland 31 december 2021 | Födelseland 31 december 2021 | Födelseland 31 december 2021 | Födelseland 31 december 2021 | Födelseland 31 december 2021 |
| ---------------------------- | ---------------------------- | ---------------------------- | ---------------------------- | ---------------------------- |
| Nr                           | Land                         | Antal                        | Andel                        | Andel i hela riket           |
| 1                            | Sverige                      | 59 831                       | 80,90 %                      | 80,00 %                      |
| 2                            | Iran                         | 1 552                        | 2,10 %                       | 0,80 %                       |
| 3                            | Finland                      | 1 155                        | 1,56 %                       | 1,31 %                       |
| 4                            | Kina                         | 1 112                        | 1,50 %                       | 0,36 %                       |
| 5                            | Polen                        | 756                          | 1,02 %                       | 0,91 %                       |
| 6                            | Tyskland                     | 481                          | 0,65 %                       | 0,51 %                       |
| 7                            | Storbritannien               | 462                          | 0,62 %                       | 0,31 %                       |
| 8                            | Irak                         | 458                          | 0,62 %                       | 1,40 %                       |
| 9                            | Indien                       | 366                          | 0,49 %                       | 0,45 %                       |
| 10                           | Ryssland                     | 299                          | 0,40 %                       | 0,22 %                       |

## Kultur

### Kulturarv
Fram till bronsåldern var området som utgör Täby kommun havsbotten. Men rikliga fornlämningar har lämnat mycket information. Exempel på sådana lämningar är 37 runstenar samt varggropar och kvarnstenar. De visar att för omkring 3 000 år sedan restes de första fasta bosättningarna och att vikingatiden var områdets första storhetstid. Vid Vallentunasjön levde Estrid Sigfastdotters släkt och då anlades Jarlabankes bro. Vidare tillkom Risbylestenen under denna tid. I Rönninge by har ett flertal fornlämningar från samma tidsepok hittats.
Täby kyrka uppfördes när kristendomen kom och runt den växte Täby kyrkby fram. Under samma århundrade uppfördes också Näsby slott, vars första kände ägare var riddare Karl Estridsson Natt och Dag. Pest, svält och avlägsna krig under medeltiden gjorde att befolkningen halverades och återhämtningen från detta tog århundraden. Medeltidens gårdsnamn återfinns i dag som namn på stadsdelar.

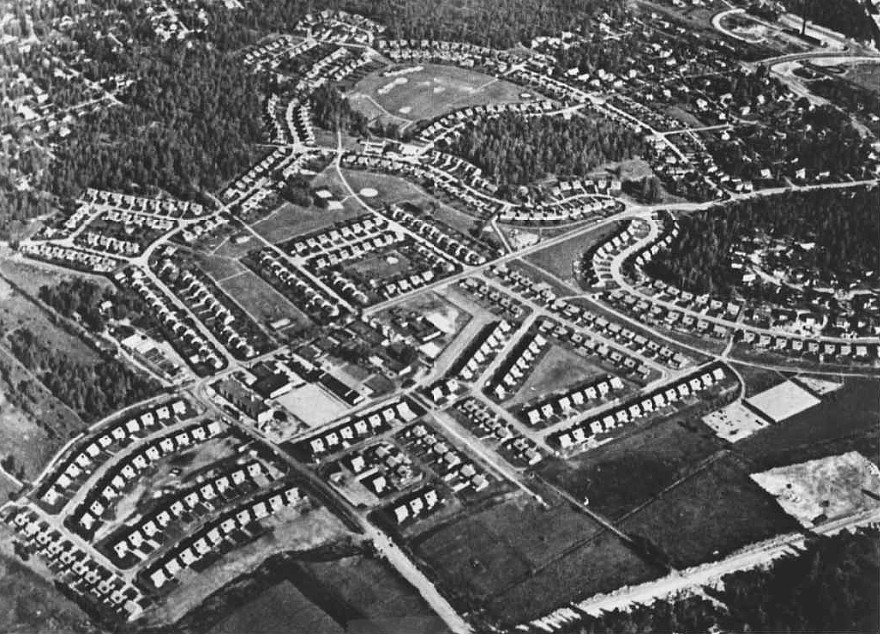
Ella gård flygfoto 1968.

Under 1800-talet uppfördes byggnader på Karby gård, en gård vars ägare kan spåras till 1300-talet då Heliga Birgittas far ägde den.
Järnvägens ankomst, och med den  Viggbyholms station, Roslags Näsby station och Täby kyrkby station, ledde till ökad bebyggelse.

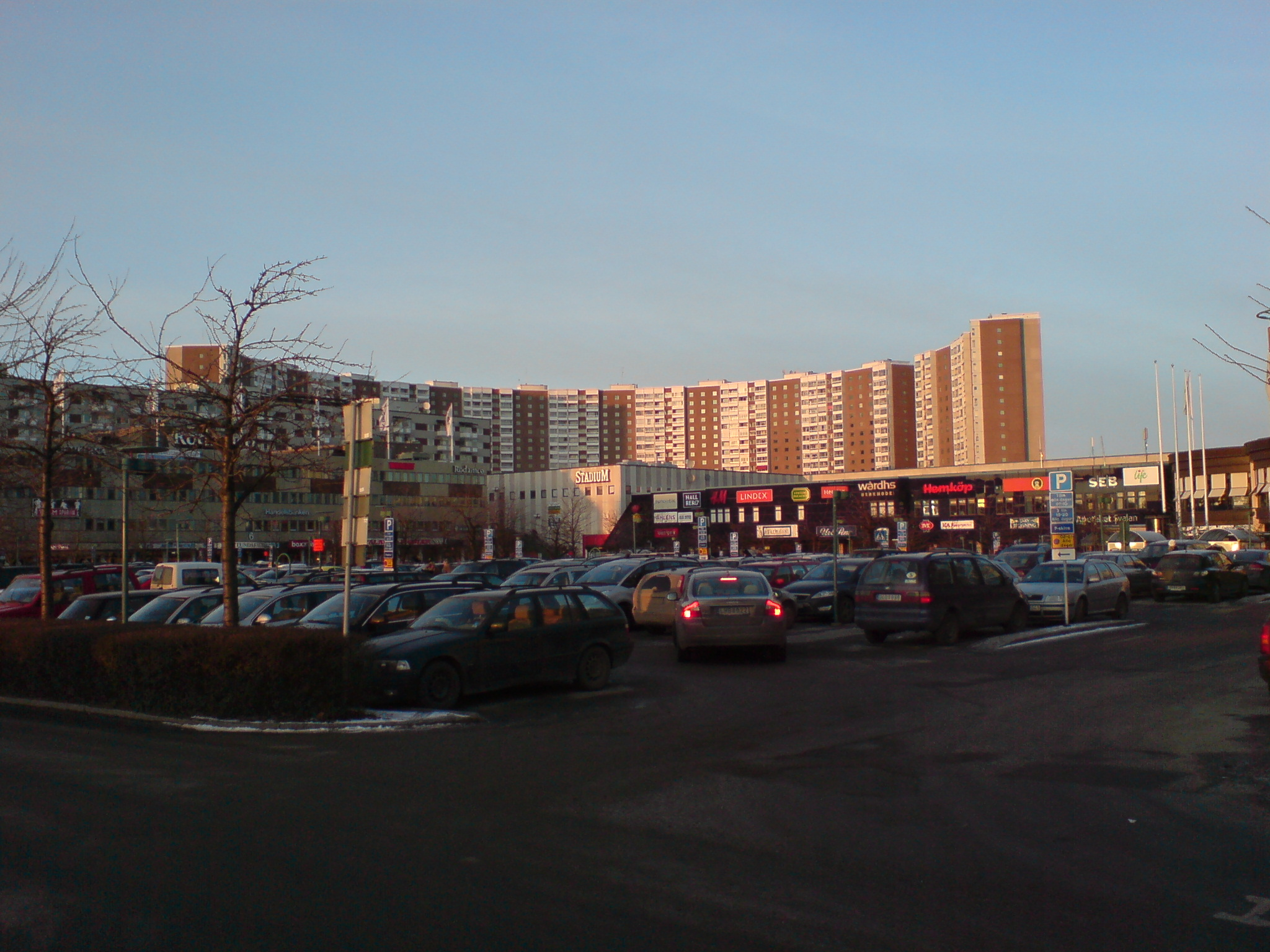
Täby Centrum med Attundafältets parkering och bostadshuset Storstugan år 2009, innan den omfattande byggnationen av Attundafältet.

### Kommunvapen
Blasonering: I blått fält ett korsat kors med avrundade armar av silver.
Täby kommunvapens förebild är ett kors inristat på den så kallade Risbylestenen (Upplands runinskrifter 161), en av kommunens runstenar. Vapnet fastställdes år 1937 för Täby municipalsamhälle. Det övertogs av köpingen 1948 och av kommunen 1971. Det registrerades av den sistnämnda hos PRV år 1974.

### Sport
Caperiotäby FC, tidigare Caperio/Råsunda, flyttade sitt innebandylag till Täby 2006. De vann bland annat två SM-silver och ett SM-brons innan de åkte ur Svenska Superligan för herrar 2014. I samband med detta flyttade laget sin verksamhet till Djurgårdens IF. Ett annat lag verksamt inom innebandy i kommunen är IK Frej med cirka 1 400 medlemmar i början av 2020-talet. Förutom innebandy har föreningen även fotboll. Åtminstone 2015 hade föreningen ett lag i Superettan.
IFK Täby bildades 1957 genom en sammanslagning av Näsby AIS & IFK Ella. De slogs senare samman med Täby IS och blev då Täby FK. Täby IS bildades 1923 och 100 år senare hade föreningen cirka 2 500 medlemmar. Föreningen har fostrat idrottare som till exempel den tidigare svenska mästaren i tresteg, Birger Nyberg.
Bland andra idrottsföreningar i kommunen kan nämnas: 
- STU Northside Bulls är ett av topplagen i Svenska Superserien.
- Täby badminton, ett av Sveriges bästa lag i badminton.
- Täby Basket spelar basket i Tibblehallen.
- Viggbyholms IK är verksamma i bland annat ishockey och konståkning, där man har flera tävlande på elitnivå.
- Täby Handbollsklubb